# コバノセンナ
コバノセンナ（学名：Senna pendula）はマメ科センナ属の半常緑匍匐性低木。

## 特徴
樹高1–2.5 mで幹は匍匐して他物に寄りかかるように伸びる。偶数羽状複葉が互生する。小葉は長さ2–6 cmの広楕円形～倒卵形で全縁、小葉の先は丸いか少しとがり、3–5対が対生する。花は黄色で直径4–7 cm、開花期は初夏から秋。豆果は淡褐色で長さ10–18 cm。本種と同様に植栽されるハナセンナS. corymbosaに似るが、ハナセンナは小葉が細長く、先が尖る点で本種と異なる。

## 分布と生育環境、利用
南アメリカ原産で庭木、公園樹、法面緑化に利用され、南西諸島では草地や道路沿いへ散発的に帰化。熱帯原産だが耐寒性を有し、九州南部でも露地で生育する。